# Музей К'ярамонті

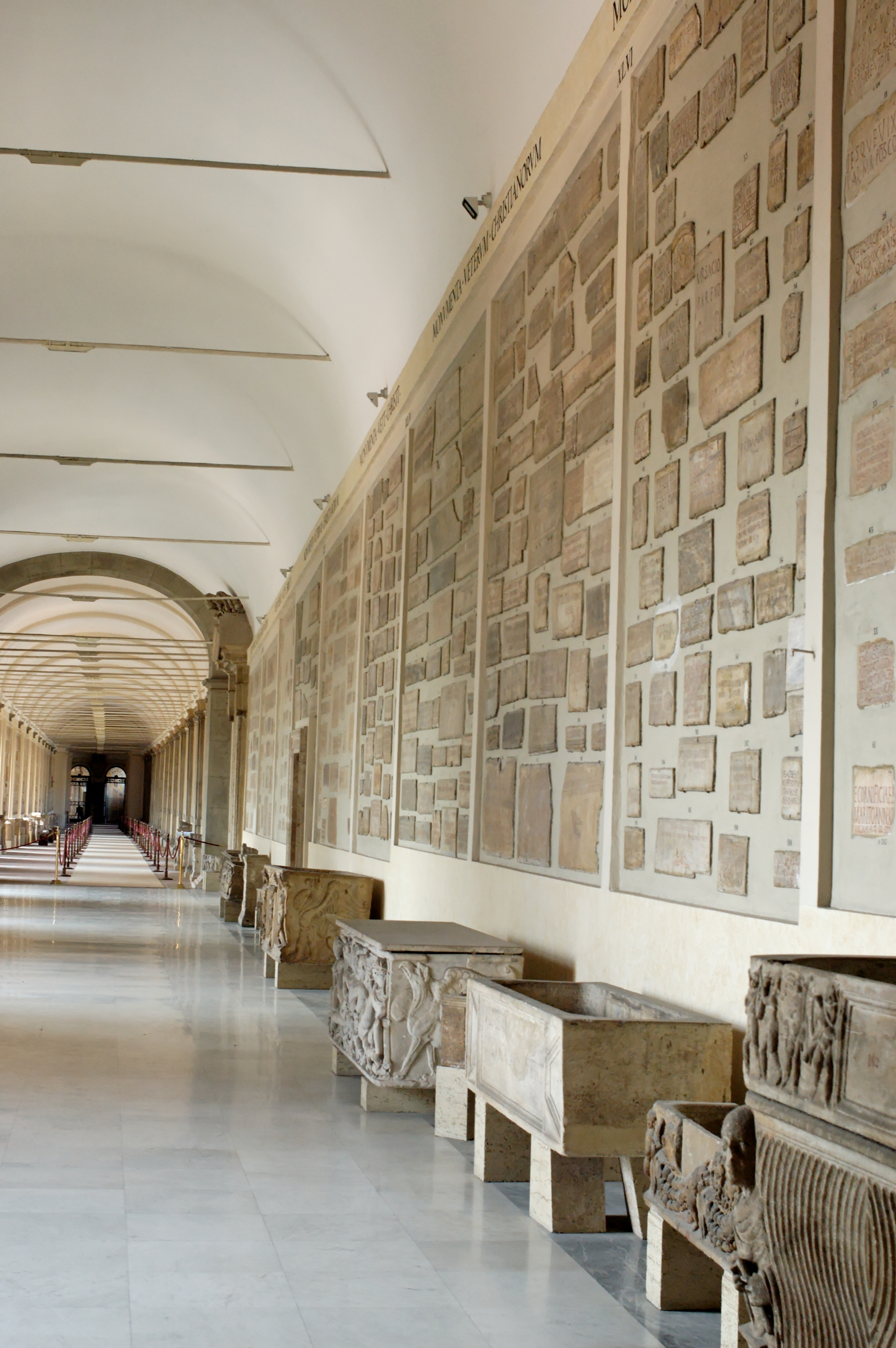
Galleria Lapidaria

Музей К'ярамонті (італ. Museo Chiaramonti) — один з музеїв Ватикану. 
Музей, присвячений античній скульптурі, був заснований папою Пієм VII з родини К'ярамонті у 1805-1807 (під керівництвом Антоніо Канова) і спочатку розташовувався в галереї Corridore della Libraria. Ця галерея з'єднувала  палац папи з Бельведером. Музей складається з трьох частин: основна частина музею - К'ярамонті, Braccio Nuovo і Galleria Lapidaria. 

## Braccio Nuovo
Папа Пій VII запланував це відгалуження від основного музею К'ярамонті (Braccio Nuovo означає новий рукав, відгалуження) ще у 1806, проте здійснити ідею стало можливим лише у 1817-1822 під керівництвом архітектора Рафаеля Стерн.
У нішах залу зібрані класичні твори грецького і римського мистецтва, тематично розділені на дві частини: грецька міфологія та римська історія. Найзначніші: Август Прімапорта (I ст.), Політик Демосфен (римська копія III ст. До н. е.); статуя Нілу з 16 «дітьми» - притоками, крокодилами та сфінксами (римська копія скульптури I ст.) як уособлення річкового божества, знайдена можливо у 1513; Афіна з совою (римська копія з грецького оригіналу V ст. до н. е.); пастух Ганімед і орел, посланий Зевсом, щоб викрасти його (римська копія II ст. до н. е. з оригіналу Леохара IV ст. до н. е.). Статуя Дорифора («списоносьця») — римська копія з бронзового оригіналу Поліклета V ст. до н. е., стала прикладом для декількох поколінь скульпторів аж до XIX століття  справжнього грецького мистецтва. Зал  у стилі класицизму прикрашений античними колонами і підлоговою чорно-білою мозаїкою (II століття до н. е.). 

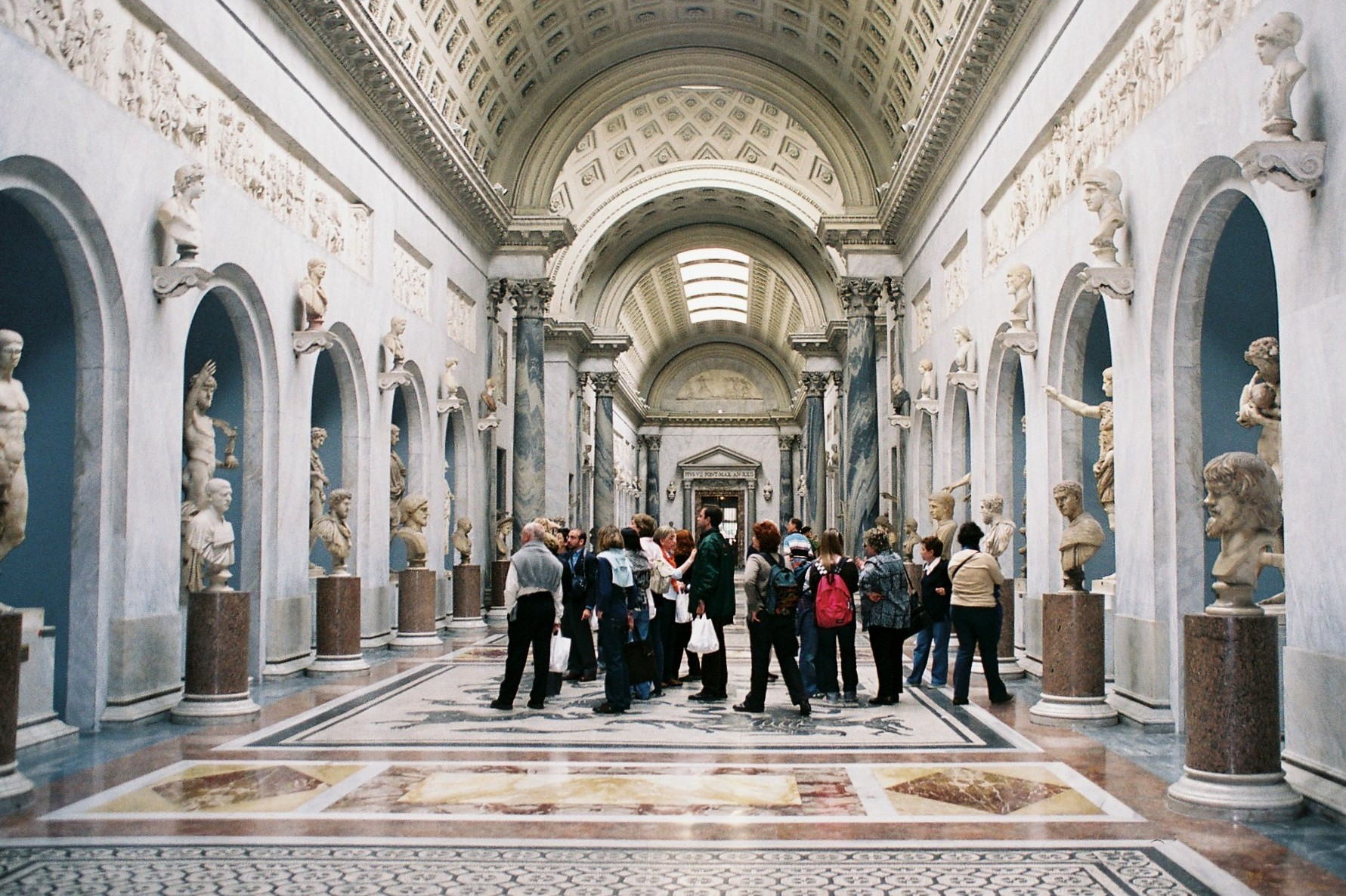
Braccio Nuovo

## Galleria Lapidaria
У Galleria Lapidaria знаходиться одне з найбільших у світі зібрань грецьких і римських (більше 3 тисяч фрагментів) написів християнського і язичницького змісту. Колекцію заснував папа Бенедикт IV, пізніше вона була розширена, в тому числі папою  Пієм VII. 

## Галерея

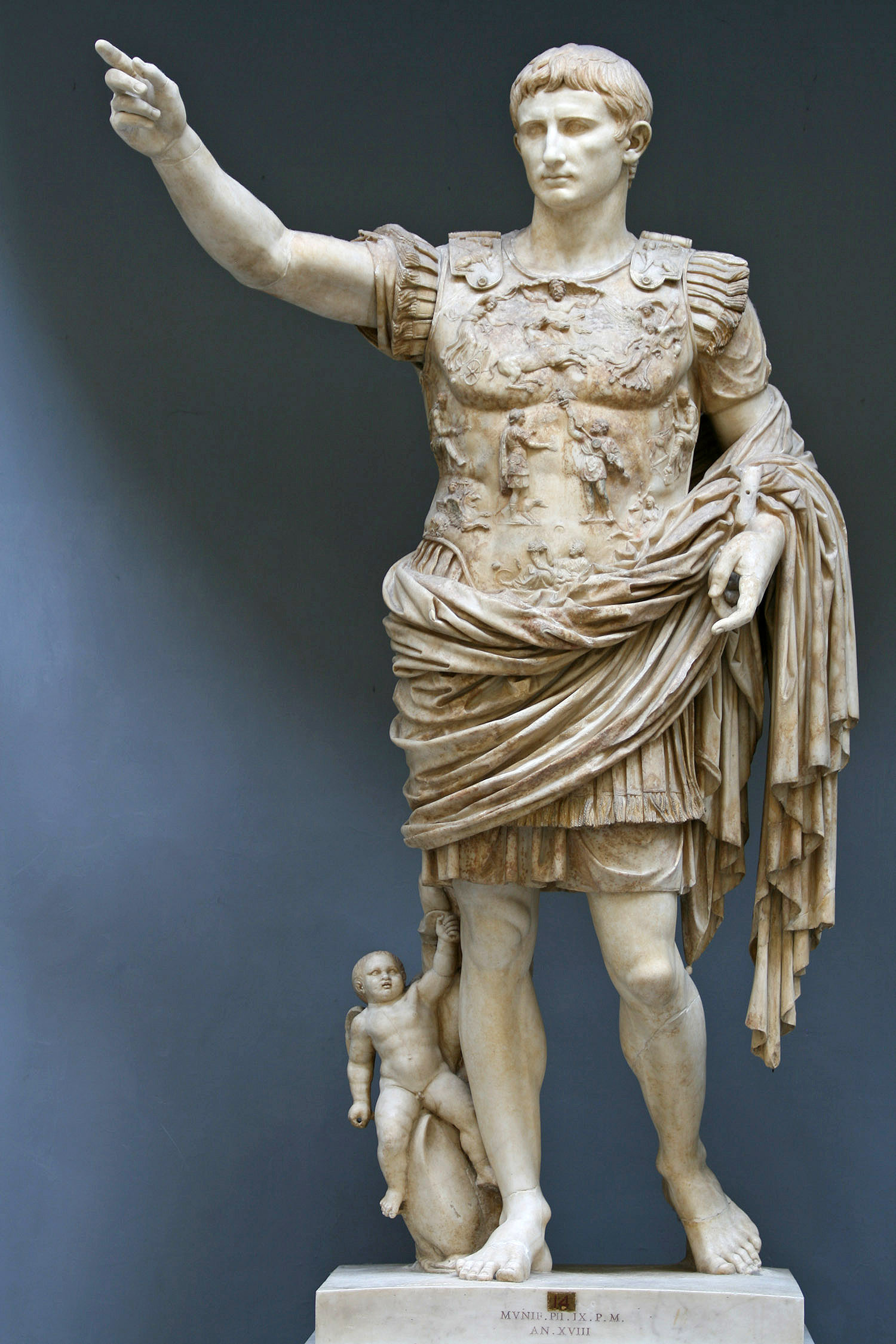
Август Прімапорта
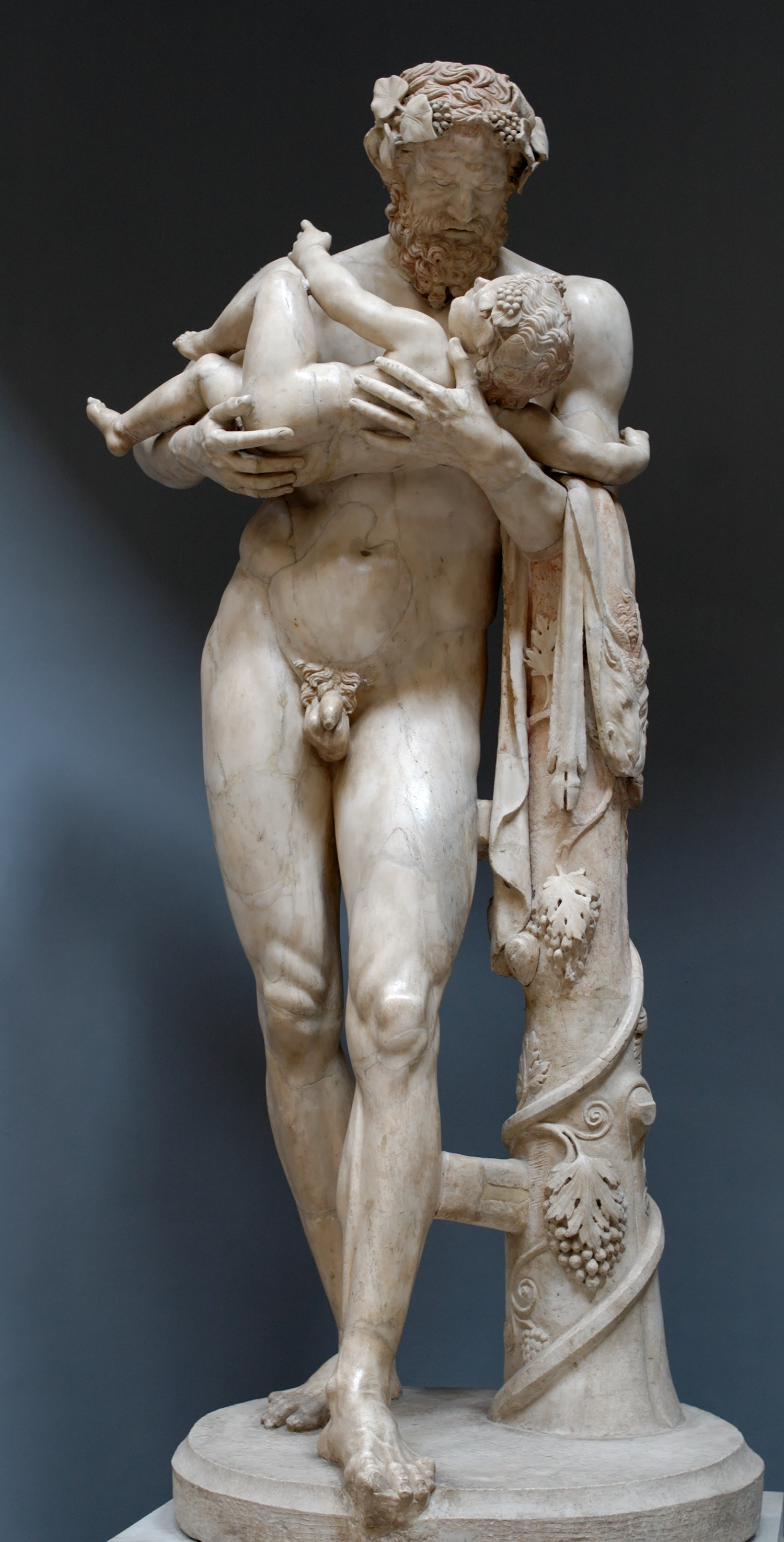
Силен та Діоніс (римська  копія з оригіналу Лісіппа IV р. до н.е.)
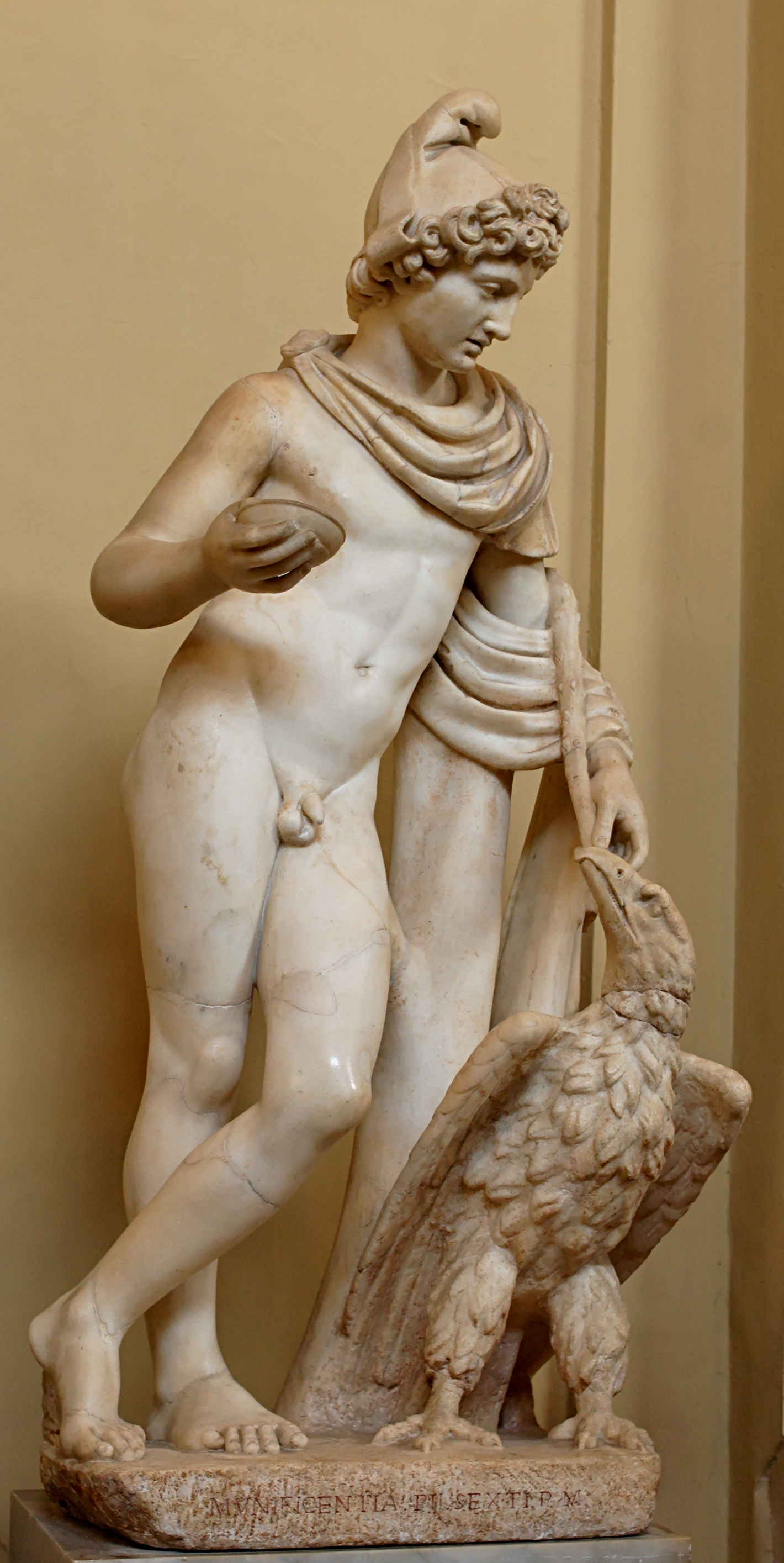
Ганімед та орел
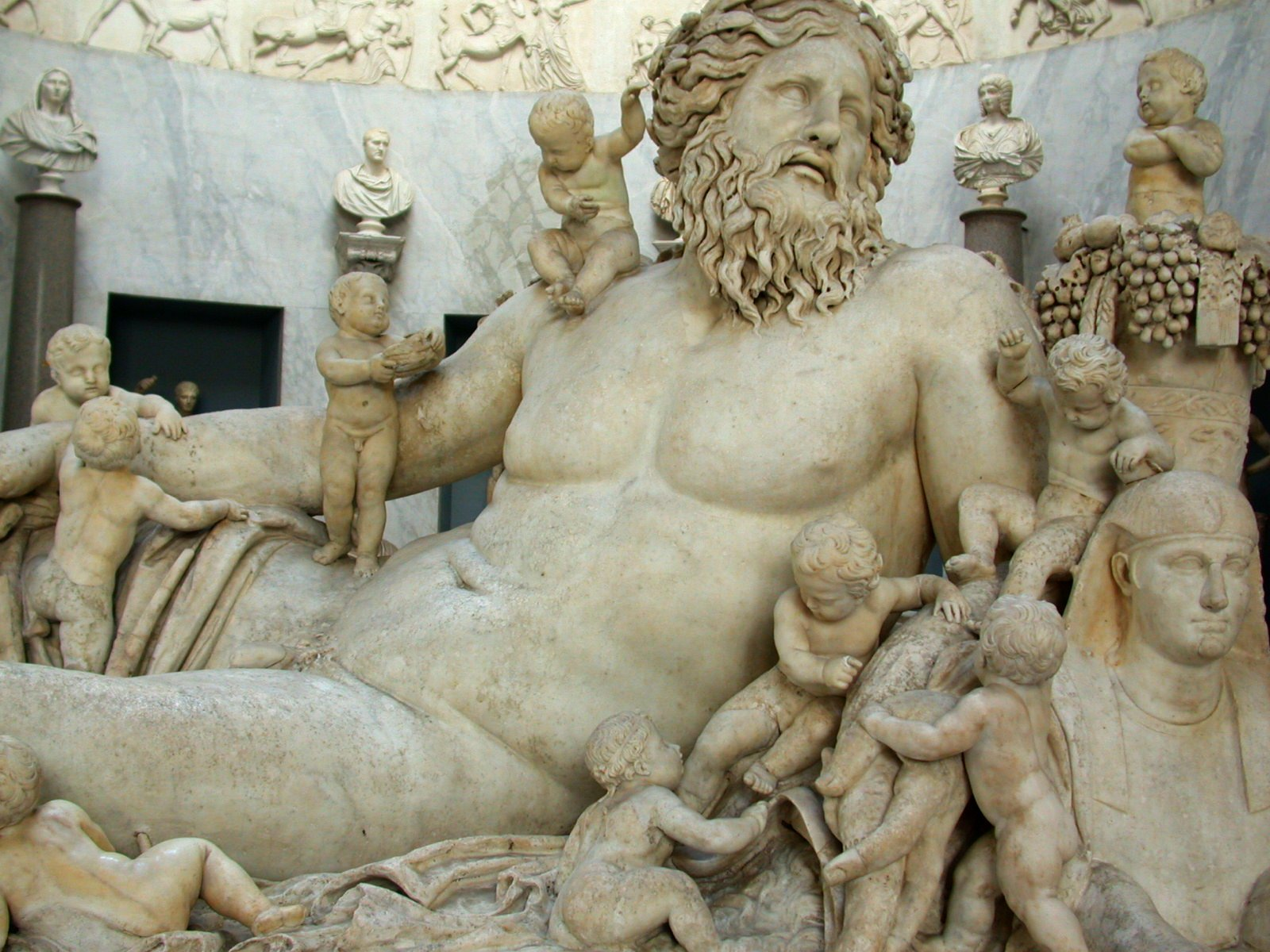
Ніл